# Hot Fuzz
Hot Fuzz là một bộ phim hài hành động năm 2007 do Edgar Wright đạo diễn kiêm đồng biên kịch với Simon Pegg. Trong phim, Pegg cùng Nick Frost vào vai hai cảnh sát điều tra một loạt những cái chết bí ẩn xảy ra tại một ngôi làng ở miền Tây nước Anh. Đây cũng là phần phim thứ hai trong bộ ba Three Flavours Cornetto của Wright, Pegg, Frost và nhà sản xuất Nira Park.
Hơn 100 bộ phim thuộc thể loại hành động đã được lấy cảm hứng để phát triển kịch bản của Hot Fuzz. Quá trình quay phim chính diễn ra vào đầu năm 2006 ở Wells, Somerset - tức quê hương Wright. Được ghi hình trong hơn mười một tuần, tác phẩm sở hữu dàn diễn viên đa dạng, cùng với nhiều vai diễn khách mời không được ghi danh. Phần hiệu ứng hình ảnh do mười nghệ sĩ phát triển, nhằm mở rộng hoặc bổ sung thêm các cảnh cháy nổ, máu me và súng đạn. Hot Fuzz được phát hành vào ngày 14 tháng 2 năm 2007 tại Vương quốc Anh và vào ngày 20 tháng 4 tại Hoa Kỳ. Đây là một thành công phòng vé khi thu về 80 triệu USD trên toàn thế giới, so với kinh phí bỏ ra là 12-16 triệu USD. Ngoài ra, hai bản nhạc phim khác nhau cũng đã được phát hành ở Anh và Mỹ. Bộ phim được giới phê bình khen ngợi về phần diễn xuất, khâu chỉ đạo và sự hài hước, đồng thời còn được nhiều nhà chuyên môn xem là một trong những tác phẩm điện ảnh xuất sắc nhất năm 2007, cũng như một trong những bộ phim hài hành động hay nhất mọi thời đại.

## Nội dung
Cảnh sát Nicholas Angel là một sĩ quan có thành tích xuất sắc của Sở Cảnh sát Thủ đô Luân Đôn. Anh được thăng lên cấp Trung sĩ, nhưng những đồng nghiệp ghen tị với Angel đã sắp xếp để chuyển anh đến thị trấn nông thôn Sandford, Gloucestershire, nơi thường xuyên đoạt giải "Ngôi làng của năm". Angel nhanh chóng tỏ ra thất vọng vì những đồng nghiệp nơi đây toàn thuộc loại ăn không ngồi rồi. Cộng sự anh, Danny Butterman, là một người rất hâm mộ thể loại phim bộ đôi cảnh sát và còn là con trai của Thanh tra Frank Butterman, cấp trên Angel, thành viên của Liên minh Canh phòng Khu vực Sandford (NWA) cùng với hai quản lý khách sạn Joyce và Bernard Cooper, chủ siêu thị Simon Skinner, chủ sở hữu quán rượu Roy và Mary Porter, giám sát an ninh Tom Weaver, bác sĩ Robin Hatcher, Leslie Tiller, chủ cửa hàng Anette Roper, Đức cha Phillip Shooter, James Reaper, Greg và Sheree Prosser, cũng như Amanda Paver.
Hai diễn viên chính của một vở kịch "ăn theo Romeo và Juliet", người mà trước đó Angel xử phạt vì chạy xe quá tốc độ, bị một kẻ mặc áo choàng chặt đầu rồi ngụy trang thành một vụ tai nạn xe hơi. Angel là sĩ quan duy nhất hoài nghi về vụ án. Khi được cử đến một trang trại để giải quyết tranh chấp, anh phát hiện ra một kho vũ khí bất hợp pháp (trong đó có một quả thủy lôi cũ) và tịch thu chúng, đem vào kho tang vật trong đồn cảnh sát. Vào buổi tối, Angel say sưa uống rượu với Danny, rồi cả hai cùng nhau cày phim hành động tại nhà của chàng cảnh sát Danny. Trong lúc đó, nhà kinh doanh bất động sản giàu có George Merchant đã thiệt mạng trong một vụ nổ khí gas do một kẻ mặc áo choàng gây ra, khiến cho thi thể của George bay ra khỏi cửa sổ và rơi xuống con đường trước nhà ông.
Angel nghi ngờ rằng những vụ án mạng có thể liên quan đến một thương vụ mua bán tài sản gần đây. Nhà báo địa phương Tim Messenger cố gắng tiếp cận Angel tại một nhà thờ và nói rằng anh có thông tin về vụ mua bán, nhưng một kẻ lạ mặt đã đẩy ngọn tháp hình chóp trên nhà thờ xuống, khiến nó rơi trúng và nghiền nát đầu Messenger. Leslie Tiller, chủ cửa hàng cây cảnh trong làng, tiết lộ với Angel về kế hoạch bán ngôi nhà của mình cho đối tác kinh doanh của Merchant. Trong lúc Angel phân tâm, thì Tiller bị một tên lạ mặt lấy kéo đâm vào cổ; Angel cố gắng đuổi theo kẻ thủ ác, nhưng bất thành. Angel nghi ngờ điều này có dính líu tới Simon Skinner, quản lý của siêu thị địa phương, vì bản hợp đồng của thương vụ sẽ tạo điều kiện để xây dựng một siêu thị cạnh tranh, làm cho việc kinh doanh của hắn bị ảnh hưởng. Mặc dù thế, Skinner lại có chứng cứ ngoại phạm.
Khi Angel quay về khách sạn thì anh bị tấn công bởi Michael Armstrong, một trong những nhân viên của Skinner. Angel hạ gục gã và vô tình biết được một cuộc họp bí mật của Liên minh Canh phòng tại Lâu đài Sandford. Tại đó, Angel đối mặt với NWA, do Frank đứng đầu, kẻ tiết lộ rằng họ thực hiện các vụ giết người vì nhiều lý do vụn vặt khác nhau, cho rằng những nạn nhân bị sát hại sẽ gây ảnh hưởng ít nhiều đến cơ hội giành danh hiệu "Ngôi làng của năm". Frank giải thích rằng động cơ của y bắt nguồn từ người vợ quá cố Irene; bà ấy đã làm mọi thứ để giúp Sandford đoạt giải "Ngôi làng của năm", nhưng những nhóm người lưu động đã tước đi cơ hội đó vào đêm trước ngày ban giám khảo đến, khiến cho Irene phát điên và tự vẫn. Angel chạy trốn rồi rơi xuống hầm mộ lâu đài, nơi chứa thi thể của những nạn nhân khác. Lúc ấy, Danny bất ngờ xuất hiện và giả vờ giết Angel. Sau đó, Danny chở "xác" Angel đi rồi đề nghị anh quay trở lại Luân Đôn vì sự an toàn của bản thân.
Ngày hôm sau, Angel quay lại Sandford và tự vũ trang bằng những khẩu súng bị tịch thu trong đồn cảnh sát. Anh cùng Danny đi ra phố rồi bắn nhau với nhóm NWA. Khi Frank cử các sĩ quan khác đến bắt hai người, thì Angel và Danny thuyết phục họ rằng Frank mới chính là thủ phạm. Frank chạy trốn đến siêu thị, rồi cùng Skinner dùng xe tẩu thoát. Sau một cuộc rượt đuổi tốc độ cao, Angel dồn Skinner đến chỗ xây mô hình của ngôi làng, rồi Skinner bị một tháp chuông nhà thờ thu nhỏ đâm xuyên cổ họng. Trong khi đó, Frank bị bắt sau khi một con thiên nga tấn công y, làm cho Frank tông vào cái cây gần đó.
Cấp trên cũ của Angel yêu cầu anh quay trở lại Luân Đôn, vì tỷ lệ tội phạm tăng cao đột ngột khi thiếu vắng anh, nhưng Angel đã từ chối và quyết định ở lại Sandford. Trong lúc các sĩ quan Sandford đang xem xét thủ tục giấy tờ về vụ bắt giữ, thì Tom Weaver (thành viên cuối cùng của NWA) xông vào đồn rồi dùng súng đe dọa mọi người. Lão bắn Angel, nhưng Danny đã nhảy ra đỡ đạn cho anh. Sau một cuộc hỗn chiến, Weaver vô tình kích hoạt quả thủy lôi, khiến nó phát nổ và giết chết lão, đồng thời phá hủy toàn bộ khu vực.
Một năm sau, Angel được bổ nhiệm làm Thanh tra và hiện là người đứng đầu Sở cảnh sát Sandford, còn Danny (người may mắn sống sót sau khi bị bắn) thì được thăng lên chức Trung sĩ. Sau khi viếng thăm mộ của mẹ Danny, cả hai được thông báo về một vụ án và cùng nhau lái xe đến hiện trường.

## Diễn viên
- Simon Pegg vai Nicholas Angel, một sĩ quan cảnh sát được thăng cấp trung sĩ và được chuyển công tác từ Luân Đôn đến Sandford
- Nick Frost vai Danny Butterman, một cảnh sát trẻ yêu thích những tác phẩm bộ đôi cảnh sát
- Jim Broadbent vai Frank Butterman, bố của Daniel và là thanh tra cảnh sát của Sandford
- Paddy Considine vai Trung sĩ Andy Wainwright, cảnh sát Sandford
- Timothy Dalton vai Simon Skinner, quản lý siêu thị ở Sandford
- Bill Nighy vai Trưởng thanh tra của Sở Cảnh sát Thủ đô ở Luân Đôn
- Billie Whitelaw vai Joyce Cooper, người điều hành khách sạn
- Edward Woodward vai Tom Weaver, một giáo sư và là người đại diện cho Liên minh Canh phòng Khu vực, thường xuyên quan sát động tĩnh thị trấn thông qua camera
- Bill Bailey vai Trung sĩ Turner, một trong hai anh em sinh đôi phụ trách công việc bàn giấy ở Sandford
- David Bradley vai Arthur Webley, một nông dân ở Sandford, người sở hữu một kho vũ khí khổng lồ cùng một quả mìn biển
- Adam Buxton vai Tim Messenger, nhà báo của tờ Công dân Sandford
- Olivia Colman vai Sĩ quan Doris Thatcher, nữ cảnh sát duy nhất ở Sandford
- Ron Cook vai George Merchant, một nhà kinh doanh bất động sản sở hữu một dinh thự lớn ở Sandford
- Kenneth Cranham vai James Reaper, một nông dân ở Sandford
- Peter Wight vai Roy Porter, chủ quán rượu The Crown
- Julia Deakin vai Mary Porter, vợ của Roy và cũng là chủ của quán rượu The Crown
- Kevin Eldon vai Trung sĩ Tony Fisher, cảnh sát Sandford
- Martin Freeman vai Trung sĩ, thuộc Sở cảnh sát thủ đô ở Luân Đôn
- Paul Freeman vai Cha Philip Shooter, một giáo sĩ của Sandford
- Karl Johnson vai Sĩ quan Bob Walker, cảnh sát già nhất ở Sanford
- Lucy Punch vai Eve Draper, nữ diễn viên kiêm thành viên hội đồng thành phố của Sandford
- Anne Reid vai Leslie Tiller, một người bán hoa ở Sandford
- Rafe Spall vai Thám tử cảnh sát Andy Cartwright, cảnh sát Sandford
- David Threlfall vai Martin Blower, một diễn viên
- Stuart Wilson vai Robin Hatcher, bác sĩ của thị trấn
- Rory McCann vai Michael Armstrong/"Lurch", nhân viên của siêu thị do Skinner quản lý

### Khách mời
- Robert Popper vai 'Không phải' Janine
- Joe Cornish vai Bob
- Chris Waitt vai Dave
- Eric Mason vai Bernard Cooper, chồng của Joyce, quản lý khách sạn
- Lorraine Hilton vai Amanda Paver, hiệu trưởng của trường học địa phương
- Patricia Franklin vai Annette Roper, một chủ cửa hàng
- Stephen Merchant vai Peter Ian Staker, một cư dân của Sandford, đã gọi điện cho Frost để nhờ tìm kiếm con thiên nga của làng bị mất tích. Nicholas nghĩ rằng anh ấy là một kẻ chơi khăm, do họ và tên viết tắt của anh ấy là P. I. Staker (tức pisstaker)
- Tim Barlow vai Ông Treacher, một cư dân già của Sanford
- Ben McKay vai Peter Cocker, một kẻ ăn cắp vặt
- Alice Lowe vai Tina
- Maria Charles vai Bà Reaper
- Steve Coogan (không được ghi danh) vai Thanh tra ở Luân Đôn
- Peter Jackson (không được ghi danh) vai một tên tội phạm ăn mặc như Ông già Noel
- Cate Blanchett (không được ghi danh) vai Janine, bạn gái cũ của Nicholas Angel[9]
- Garth Jennings (không được ghi danh) vai một kẻ nghiện crack cocaine
- Edgar Wright (không được ghi danh) vai một nhân viên chất hàng lên kệ[10][11]

## Sản xuất

### Biên kịch
Đạo diễn Edgar Wright muốn biên kịch và đạo diễn một tác phẩm đề tài cảnh sát vì "Ở Anh, thực sự không có bất kỳ truyền thống nào về dòng phim đề tài cảnh sát... Chúng tôi cảm thấy rằng mọi quốc gia khác trên thế giới đều có truyền thống riêng về những bộ phim hành động cảnh sát tuyệt vời của họ, nhưng điều đó lại không đúng với chúng tôi." Wright và Pegg đã dành mười tám tháng để chắp bút phần kịch bản. Bản thảo đầu tiên mất tám tháng để phát triển, và sau khi xem 138 bộ phim liên quan đến cảnh sát để lấy ý tưởng, lời thoại, cũng như thực hiện hơn 50 cuộc phỏng vấn với các sĩ quan, thì kịch bản Hot Fuzz được hoàn thành trong chín tháng nữa. Tên tác phẩm bắt nguồn từ tựa đề của nhiều bộ phim hành động thập niên 1980 và 1990 (tựa đề của chúng chỉ có hai từ). Trong một cuộc phỏng vấn, Wright tuyên bố rằng anh "muốn tạo ra một tựa đề thực sự chứa đựng rất ít ý nghĩa... giống như Lethal Weapon, Point Break hay Executive Decision vậy." Trong cùng một cuộc phỏng vấn, Pegg nói đùa rằng nhiều tựa phim hành động "dường như được tạo ra từ hai chiếc mũ chứa đầy tính từ và danh từ và bạn chỉ cần, kiểu như là "Được rồi, mình sẽ làm điều đó". Khi đang chắp bút kịch bản, đạo diễn kiêm biên kịch Edgar Wright, cũng như Pegg, dự định sẽ cho nam diễn viên Nick Frost vào vai cộng sự của nhân vật do Pegg hóa thân. Frost tiết lộ rằng anh chỉ đóng phim nếu được phép đặt tên cho chính nhân vật của mình, và nam diễn viên sau đó đã quyết định chọn cái tên "Danny Butterman".

### Ghi hình

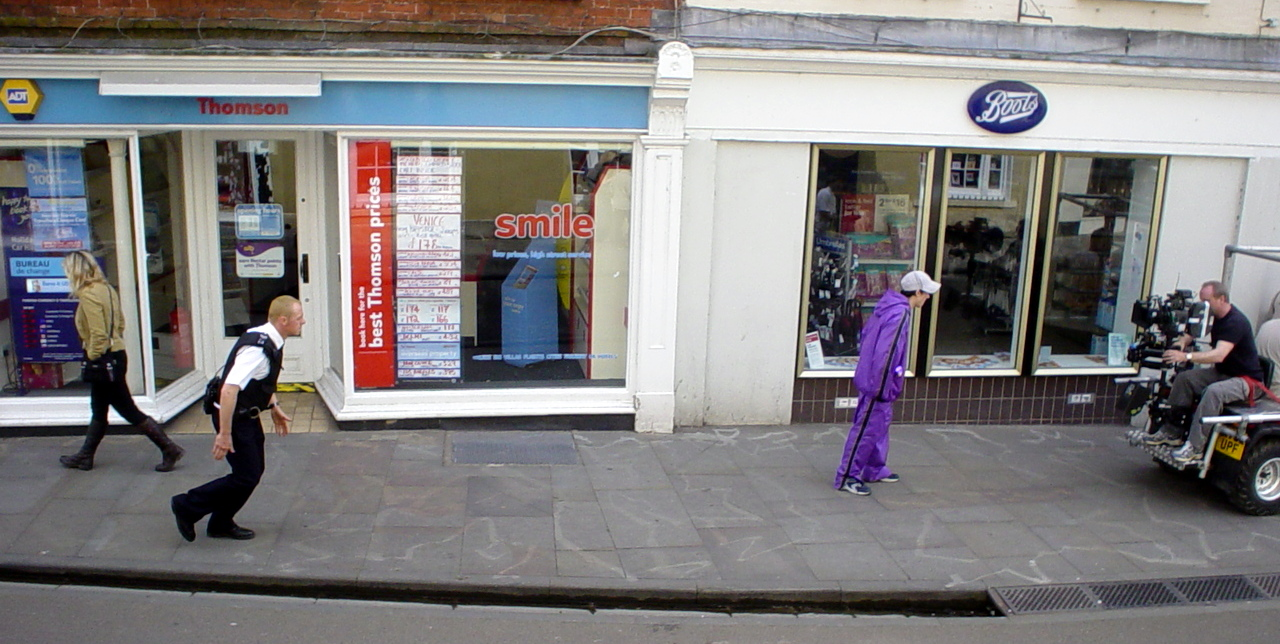
Simon Pegg trên trường quay.

Trong nửa cuối năm 2005, Working Title Films đã khảo sát một số thị trấn ở Tây Nam nước Anh nhằm tìm kiếm một địa điểm quay phim thích hợp. Pegg nhận xét: "Cả hai chúng tôi [Pegg và Wright] đều đến từ West Country, cho nên có vẻ như việc đem những ý tưởng, thể loại và những câu nói sáo rỗng này đến nơi chúng tôi lớn lên là điều đúng đắn và hợp lý, và bạn sẽ được chiêm ngưỡng những pha hành động đầy octan dốc hết công lực ở Frome". Khu phố chợ Stow-on-the-Wold nằm trong số đó, nhưng sau khi nó bị từ chối, công ty đã chỉ định địa điểm quay là ở thành phố Wells thuộc Somerset, quê hương của Wright, trong khi anh lại nói rằng "Mặc dù tôi yêu mến nó, nhưng tôi cũng muốn vứt bỏ nó đi". Vì Wells là một thành phố có nhà thờ chính tòa đang được đứng thế cho thị trấn Sandford nhỏ (không có nhà thờ chính tòa), những cảnh quay có Nhà thờ chính tòa Wells đều phải bị xóa bỏ bằng kỹ thuật số ra khỏi phim. Trong lúc quay những cảnh mặc trang phục cảnh sát, Pegg và Frost thường bị nhầm là cảnh sát thật và bị người đi đường hỏi đường. Phim cũng được ghi hình tại Trường Cao đẳng Cảnh sát Hendon, trong đó có trường dạy trượt xe và đường đua điền kinh. Bên cạnh Hendon là ngoại ô Mill Hill, và phân đoạn cửa hàng cây cảnh trong phim được quay tại Vườn ươm Finchley nằm trong khu vực này. Những cảnh cuối cùng được quay tại tàn tích còn sót lại của Tu viện Waverley. Quá trình quay phim chính bắt đầu vào ngày 19 tháng 3 năm 2006 và kéo dài trong mười một tuần. Sau khi chỉnh sửa, Wright đã cắt bỏ hết 30 phút cảnh quay trong phim.